# Odontobutidae
Famille
Les Odontobutidae sont une famille de poissons de l'ordre des Gobiiformes.

## Répartition
L'aire de répartition de cette famille est restreinte aux zones sub-glaciales, tempérées, subtropicales et tropicales de l'Asie de l'Est et du Sud-Est.

## Description
La famille des Odontobutidae comprend au moins six genres et environ 15 espèces d'une taille comprise entre 3 et 20 cm. Ces poissons présentent typiquement un gros corps cylindrique, bien que certains soient latéralement comprimés, et un mode de vie benthique.
Cette famille est difficile à différencier de la famille des Eleotridae par des caractères externes à l’exception de caractères microscopiques des écailles. 

## Liste des genres
Selon World Register of Marine Species (22 juin 2024) :
- Micropercops Fowler & Bean, 1920
- Neodontobutis Chen, Kottelat & Wu, 2002
- Odontobutis Bleeker, 1874
- Perccottus Dybowski, 1877
- Sineleotris Herre, 1940
- Terateleotris Shibukawa, Iwata & Viravong, 2001

## Classification
Le nom valide complet (avec auteur) de ce taxon est Odontobutidae Hoese (d) & Gill (d), 1993,.

### Publication originale
- (en) Douglass F. Hoese et Anthony C. Gill, « Phylogenetic Relationships of Eleotridid Fishes (Perciformes: Gobioidei) », Bulletin of Marine Science, École Rosenstiel des sciences marines et atmosphériques (d), vol. 52, no 1,‎ janvier 1993, p. 415-440 (ISSN 1553-6955 et 0007-4977, OCLC 297220873, lire en ligne).